# Ingsjöarna
Ingsjöarna är ett sjösystem som är en del av Kungsbackaåns vattensystem. Sjösystemet  ligger i gränstrakterna mellan Marks, Härryda och Mölndals kommuner som består av följande sjöar:
- Västra Ingsjön,[1] (Yttre Ingsjön)
- Östra Ingsjön,[1] (Övre Ingsjön)

I Västra Ingsjön finns abborre, mört, nors och gädda, i Östra Ingsjön abborre, mört, nors och sarv. Efter en studie 2009 meddelade Västra Götalands Miljömedicinska Centrum att "gravida, ammande och barn bör låta bli att äta av fisken" från sjöarna och att andra som vill äta fisken kan göra det i mindre mängder. Detta givet höga halter av PFOS som hittats, vilket troligtvis kan härledas till  brandövningsplatsen vid Göteborg-Landvetter flygplats där man använde brandskum innehållande PFOS cirka 1993–2003.
Tidigare användes Ingsjöarna och Lindomeån för flottningen av timmer från Bollebygd ner till sju sågkvarnar i Ålgårdsbacka.